# Kaltenleutgeben
Kaltenleutgeben là một thị xã thuộc huyện Mödling trong bang Niederösterreich.